# Calliphora quadrimaculata
Calliphora quadrimaculata este o specie de muște din genul Calliphora, familia Calliphoridae. A fost descrisă pentru prima dată de Nils Samuel Swederus în anul 1787. Conform Catalogue of Life specia Calliphora quadrimaculata nu are subspecii cunoscute.